# Senotainia fera
Senotainia fera är en tvåvingeart som först beskrevs av Robineau-desvoidy 1830.  Senotainia fera ingår i släktet Senotainia och familjen köttflugor.
Artens utbredningsområde är Frankrike. Inga underarter finns listade i Catalogue of Life.